# Aizac
Aizac ist eine französische Gemeinde mit 172 Einwohnern (Stand 1. Januar 2022) in der Region Auvergne-Rhône-Alpes. Sie liegt im Département Ardèche. Die Einwohner werden Aizacois und Aizacoises genannt.

## Geographie
Aizac liegt umgeben von den Gebirgszügen der Cevennen und ist Teil des Regionalen Naturparks Monts d’Ardèche. Nach Vals-les-Bains sind es 12 km, nach Antraigues-sur-Volane 4 km. Nächstgrößere Stadt ist Aubenas in 12 Kilometern Entfernung Richtung Südosten. Der Fluss Bézorgues durchquert das Gemeindegebiet. Die Kommune besteht aus 16 abgelegenen Weilern und dem Hauptort Aizac.

## Geschichte
Die Geschichte der Gemeinde ist stark mit der namensgebenden Familie Aizac verbunden, die sich auch an den Kreuzzügen beteiligte und erstmals im 11. Jahrhundert erwähnt wurde.

### Bevölkerungsentwicklung
| Jahr                       | 1962 | 1968 | 1975 | 1982 | 1990 | 1999 | 2006 | 2016 |
| Einwohner                  | 196  | 177  | 137  | 144  | 156  | 169  | 166  | 166  |
| Quellen: Cassini und INSEE |      |      |      |      |      |      |      |      |

## Sehenswürdigkeiten
Der Vulkanismus in den Cevennen ist heute noch präsent. Davon zeugt auch der erloschene Vulkan Coupe d’Aizac in 808 Metern Höhe, von dem aus man einen Panoramablick über das Gemeindegebiet genießen kann. Er gab auch einem bekannten Mineralwasser mit der Bezeichnung Grande Source du Volcan den Namen, das europaweit einen guten Ruf besitzt. Außerdem ist eine romanische Kirche aus dem 11. Jahrhundert zu besichtigen, deren Tauf- und Weihwasserbecken aus dem 16. und 17. Jahrhundert stammen. Erbaut wurde sie von den Benediktinermönchen von Saint-Chauffre du Monastier, die bereits die alte Pfarrei im Weiler La Vaine errichtet haben. Die Cascade de l’Espissart ist ebenfalls ein beliebtes Ausflugsziel, ebenso wie der Rocher du Rouvon, der mit 1028 Metern den höchsten Punkt der Gemeinde darstellt. 
Am bekanntesten ist der Ort jedoch für seine Schlossruinen, auf denen aber schon während der Cevennenkriege ein neues Herrenhaus im Renaissance-Stil errichtet wurde. Es ist von der Kirche aus sehr gut sichtbar. In der Gemeinde sind außerdem die Überreste des Priorats Saint-Chaffre und der Tour de Fougerolles, ein alter Wachturm, zu besichtigen.